# Abdullah Zubromawi
Abdullah Sulaiman Zubromawi - em árabe, عبد الله سليمان زبرماوي‎ (Jeddah, 15 de novembro de 1973) é um ex-futebolista profissional saudita que atuava como zagueiro.

## Carreira
Em clubes, Zubromawi defendeu Al-Ahli Jeddah, Al-Hilal e Damac. Despediu-se dos gramados em 2009, aos 35 anos.

## Seleção Saudita
Fez parte do elenco da Seleção Saudita que disputou as Copas de 1994, 1998 e 2002.
Com 142 jogos e 4 gols marcados, o zagueiro é o quarto atleta que mais entrou em campo pelos Falcões do Deserto. Seu último jogo foi na goleada por 8 a 0 sofrida para a Alemanha.

## Títulos
Arábia Saudita
- Copa da Ásia: 1996[1]